# Walentyna Schewtschenko (Skilangläuferin)
Walentyna Jewheniwna Schewtschenko (ukrainisch Валентина Євгенівна Шевченко; * 2. Oktober 1975 in Hanniwka, Oblast Tschernihiw, Ukrainische SSR, UdSSR) ist eine ehemalige ukrainische Skilangläuferin und fünffache Olympionikin (1998, 2002, 2006, 2010, 2014).

## Werdegang
Walentyna Schewtschenko ist Polizistin und startete für Dynamo Kiew. Sie ist verheiratet, hat ein Kind und lebt in Browary. Seit 1989 ist sie aktiv. Ihre ersten großen Rennen bestritt sie bei den Juniorenweltmeisterschaften 1994 in Breitenwang, wo die beste Platzierung, Rang 19 über 5 km, noch keinen Hinweis auf die spätere Karriere gab. Im Januar 1995 konnte sie in Nové Město ihr Debüt im Skilanglauf-Weltcup feiern und wurde 60. im 15-Kilometer-Rennen.
Anschließend startete sie bei der Universiade in Candanchú und in Thunder Bay erstmals bei Nordischen Skiweltmeisterschaften.
Bei beiden Großveranstaltungen erreichte sie noch keine nennenswerten Ergebnisse.
Im März 1996 gewann sie über 15 km in Falun erstmals Weltcuppunkte. Es dauerte bis zum Dezember 1997, dass sie in Davos über 15 km als Achte erstmals unter die besten Zehn kam.

### Olympische Winterspiele 1998
1998 brachte den erstmaligen Start bei Olympischen Spielen. In Nagano startete sie in vier Rennen, das beste Ergebnis erreichte sie als Elfte auf ihrer Paradestrecke, dem 15-Kilometer-Rennen. Bei der Winter-Universiade 1999 in Štrbské Pleso holte sie die Bronzemedaille mit der Staffel und jeweils die Goldmedaille über 5 km klassisch, in der anschließenden Verfolgung und über 15 km Freistil.
Das erste sehr gute Ergebnis bei Nordischen Skiweltmeisterschaften schaffte Schewtschenko 1999 in Ramsau, wo sie über 5 km Sechste wurde. In der Folgezeit schaffte es die Ukrainerin, sich immer weiter zu stabilisieren und zu verbessern. Sie setzte sich in der Weltspitze fest und erreichte häufig gute Ergebnisse im Weltcup.

### Olympische Winterspiele 2002
Bei den Olympischen Spielen 2002 von Salt Lake City trat sie erneut in vier Rennen an. Ihre beste Platzierung erreichte sie als Fünftplatzierte auf der längsten Strecke über 30 km. In Tarvisio trat sie 2003 erneut bei einer Universiade an, diesmal gewann sie das Rennen über 15 Kilometer. Sehr erfolgreich, wenn auch am Ende ohne Medaillengewinn, verliefen die Nordischen Skiweltmeisterschaften 2003. Bei drei von vier Starts belegte sie Platzierungen unter den besten Zehn (15 km: Sechste; 30 km: Siebte; Verfolgung: Neunte).
Im November des Jahres 2003, zu Beginn der folgenden Saison, konnte Schewtschenko in Kuusamo in einem Rennen über zehn Kilometer ihr erstes Weltcuprennen gewinnen, kurz darauf gewann sie in Davos ein Rennen auf derselben Distanz. Zwischen November 2003 und März 2004 lief sie in 16 Weltcuprennen in Folge auf einstellige Platzierungen. In der Gesamtweltcupwertung der Saison 2003/04 belegte sie den dritten Rang.

### Olympische Winterspiele 2006
Das nächste Großereignis mit guten Platzierungen der Ukrainerinnen waren die Olympischen Winterspiele 2006 von Turin. Bei den Olympischen Rennen von Pragelato Plan trat sie, wie bei ihren vorherigen beiden Spielen, in vier Rennen an. Zweimal, als Achte mit der Staffel und als Siebte über 30 km, belegte sie Top-Ten-Platzierungen.
Wiederum eine sehr gute Saison hatte Schewtschenko 2006/07. Sie belegte zweimal Plätze auf dem Podium und wurde Siebte der Gesamtweltcupwertung. Bei der erstmals ausgetragenen Tour de Ski 2006/2007 wurde die Polizistin Dritte. Das Topresultat beim Saisonhöhepunkt, den Nordischen Skiweltmeisterschaften 2007 war der achte Platz im 10-Kilometer-Rennen von Sapporo.
Zum Beginn der Saison 2007/08 erreichte Schewtschenko in Beitostølen den vierten Rang über 10 km Freistil. Die Tour de Ski 2007/08 beendete sie auf den vierten Platz in der Gesamtwertung. Dabei gewann sie die Abschlussetappe.
Es folgten weitere Top-Zehn-Platzierungen, darunter zwei Siege bei Distanzrennen in Canmore und Oslo. Dies sind ihre bisher letzten Podestplatzierungen im Weltcup. Die Saison beendete sie auf den sechsten Platz in der Weltcupgesamtwertung und den zweiten Rang in der Distanzwertung.
In der folgenden Saison konnte sie zunächst die starken Leistungen aus der Vorsaison nicht wiederholen.
Bei der Tour de Ski 2008/09 errang sie nach einer erneut starken Abschlussetappe mit dem dritten Platz, den 14. Rang in der Tourgesamtwertung. Bei den Nordischen Skiweltmeisterschaften 2009 in Liberec holte sie Bronze im 30-km-Massenstartrennen. Die Tour de Ski 2009/10 beendete sie auf den 19. Platz. Ihre beste Platzierung in der Saison erreichte sie in Canmore beim letzten Rennen vor den Olympischen Spielen mit dem vierten Rang über 10 km Freistil.

### Olympische Winterspiele 2010
Bei den Olympischen Winterspielen 2010 in Vancouver kam sie auf den 14. Platz im 15-km-Verfolgungsrennen, den 13. Rang mit der Staffel und den neunten Platz über 10 km Freistil. Die Tour de Ski 2010/11 schloss sie mit dem 16. Rang in der Gesamtwertung ab. Ihre besten Platzierungen bei den nordischen Skiweltmeisterschaften 2011 in Oslo waren der 14. Platz im 30-km-Massenstartrennen und den 12. Rang mit der Staffel.
Ihre besten Resultate bei den nordischen Skiweltmeisterschaften 2013 im Val di Fiemme waren der 12. Platz im 30-km-Massenstartrennen und der 10. Platz mit der Staffel.
Die Tour de Ski 2012/13 und Tour de Ski 2013/14 beendete sie auf den 16. und 14. Rang in der Gesamtwertung.

### Olympische Winterspiele 2014
Ihre besten Ergebnisse bei den Olympischen Winterspielen 2014 in Sotschi waren der 14. Platz im 30-km-Massenstartrennen und der 12. Rang mit der Staffel.
Bei den nordischen Skiweltmeisterschaften 2015 in Falun belegte sie den 33. Platz im 30-km-Massenstartrennen, den 28. Rang im Skiathlon und den 11. Platz mit der Staffel.
Nach Platz zwei beim Slavic Cup in Štrbské Pleso über 7,5 km Freistil zu Beginn der Saison 2016/17, siegte sie in Eastern-Europe-Cup in Syanti über 10 km Freistil.
Zudem errang sie dort den zweiten Platz über 5 km klassisch und im Sprint. Bei den nordischen Skiweltmeisterschaften 2017 in Lahti errang sie den 44. Platz über 10 km klassisch und den 42. Platz im Skiathlon. Die Saison beendete sie auf dem 11. Platz in der Gesamtwertung des Eastern-Europe-Cups.
Schewtschenko konnte in etwa 275 Weltcuprennen fünfmal gewinnen und weitere 13-mal auf das Podest laufen.
Mehr als 50-mal platzierte sie sich unter den Top Ten. 19-mal startete sie in Olympischen Rennen. Sie trat ebenfalls bei Langdistanzrennen der Worldloppet-Serie an. Dabei gewann sie 2009 und 2010 den La Sgambeda. In der Saison 2011/12 siegte sie beim Dolomitenlauf, Transjurassienne und beim Finlandia-hiihto. Im Januar 2013 gewann sie den Isergebirgslauf und im August 2014 den Kangaroo Hoppet.
In der Saison 2015/16 siegte sie beim Dolomitenlauf über 42 km klassisch. Schewtschenko ist Mitglied des Skinfit Racing Teams.

## Erfolge

### Siege bei Weltcuprennen

#### Weltcupsiege im Einzel
| Nr. | Datum             | Ort     | Disziplin       |
| --- | ----------------- | ------- | --------------- |
| 1.  | 28. November 2003 | Kuusamo | 10 km klassisch |
| 2.  | 13. Dezember 2003 | Davos   | 10 km klassisch |
| 3.  | 25. Januar 2008   | Canmore | 10 km Freistil  |
| 4.  | 8. März 2008      | Oslo    | 30 km Freistil  |

#### Etappensiege bei Weltcuprennen
| Nr. | Datum          | Ort           | Disziplin                | Rennen              |
| --- | -------------- | ------------- | ------------------------ | ------------------- |
| 1.  | 6. Januar 2008 | Val di Fiemme | 9 km Freistil Verfolgung | Tour de Ski 2007/08 |

### Siege bei Continental-Cup-Rennen
| Nr. | Datum             | Ort                     | Disziplin                   | Serie              |
| --- | ----------------- | ----------------------- | --------------------------- | ------------------ |
| 1.  | 15. Dezember 2007 | St. Ulrich am Pillersee | 5 km Freistil               | Alpencup           |
| 2.  | 16. Dezember 2007 | St. Ulrich am Pillersee | 10 km klassisch Massenstart | Alpencup           |
| 3.  | 21. Dezember 2016 | Syanti                  | 10 km Freistil              | Eastern Europe Cup |

### Siege bei Worldloppet-Cup-Rennen
Anmerkung: Vor der Saison 2015/16 hieß der Worldloppet Cup noch Marathon Cup.
| Nr. | Datum             | Ort       | Rennen           | Disziplin                   |
| --- | ----------------- | --------- | ---------------- | --------------------------- |
| 1.  | 13. Dezember 2009 | Livigno   | La Sgambeda      | 42 km Freistil Massenstart  |
| 2.  | 19. Dezember 2010 | Livigno   | La Sgambeda      | 42 km Freistil Massenstart  |
| 3.  | 22. Januar 2012   | Lienz     | Dolomitenlauf    | 42 km Freistil Massenstart  |
| 4.  | 12. Februar 2012  | Lamoura   | Transjurassienne | 50 km Freistil Massenstart  |
| 5.  | 25. Februar 2012  | Lahti     | Finlandia-hiihto | 50 km klassisch Massenstart |
| 6.  | 13. Januar 2013   | Bedřichov | Isergebirgslauf  | 50 km klassisch Massenstart |

### Sonstige Siege bei Skimarathon-Rennen
- 2014 Kangaroo Hoppet, 42 km Freistil
- 2016 Dolomitenlauf, 42 km klassisch
- 2016 Gsieser-Tal-Lauf, 42 km Freistil

## Teilnahmen an Weltmeisterschaften und Olympischen Winterspielen

### Olympische Spiele
- 1998 Nagano: 9. Platz Staffel, 11. Platz 15 km klassisch, 14. Platz 30 km Freistil, 19. Platz 10 km klassisch, 20. Platz 15 km Verfolgung
- 2002 Salt Lake City: 5. Platz 30 km klassisch, 12. Platz 10 km klassisch, 20. Platz 10 km Verfolgung, 21. Platz 15 km Freistil Massenstart
- 2006 Turin: 7. Platz 30 km Freistil Massenstart, 8. Platz Staffel, 14. Platz 15 km Verfolgung, 21. Platz 10 km klassisch
- 2010 Vancouver: 9. Platz 10 km Freistil, 13. Platz Staffel, 14. Platz 15 km Verfolgung
- 2014 Sotschi: 12. Platz Staffel, 14. Platz 30 km Freistil Massenstart, 24. Platz 10 km klassisch, 27. Platz 15 km Skiathlon

### Nordische Skiweltmeisterschaften
- 1995 Thunder Bay: 54. Platz 15 km Verfolgung, 63. Platz 5 km klassisch
- 1997 Trondheim: 10. Platz Staffel, 15. Platz 30 km klassisch, 26. Platz 15 km Verfolgung, 31. Platz 15 km Freistil, 38. Platz 5 km klassisch
- 1999 Ramsau: 6. Platz Staffel, 6. Platz 5 km klassisch, 11. Platz 30 km klassisch, 12. Platz 15 km Freistil, 15. Platz 15 km Verfolgung
- 2003 Val di Fiemme: 6. Platz 10 km klassisch, 7. Platz 30 km Freistil, 9. Platz 2 × 5 km Doppelverfolgung, 20. Platz 15 km klassisch Massenstart
- 2005 Oberstdorf: 14. Platz 15 km Verfolgung, 14. Platz 10 km Freistil
- 2007 Sapporo: 8. Platz 10 km Freistil, 12. Platz 30 km klassisch Massenstart, 12. Platz Staffel, 14. Platz 15 km Verfolgung
- 2009 Liberec: 3. Platz 30 km Freistil Massenstart, 5. Platz 10 km klassisch, 5. Platz 15 km Verfolgung, 11. Platz Staffel
- 2011 Oslo: 12. Platz Staffel, 14. Platz 30 km Freistil Massenstart, 16. Platz 10 km klassisch, 17. Platz 15 km Verfolgung
- 2013 Val di Fiemme: 10. Platz Staffel, 12. Platz 30 km klassisch Massenstart, 21. Platz 15 km Skiathlon, 22. Platz 10 km Freistil
- 2015 Falun: 11. Platz Staffel, 28. Platz 15 km Skiathlon, 33. Platz 30 km klassisch Massenstart
- 2017 Lahti: 42. Platz 15 km Skiathlon, 44. Platz 10 km klassisch

## Statistik

### Weltcup-Platzierungen
Die Tabelle zeigt die erreichten Platzierungen im Einzelnen.
- 1.–3. Platz: Anzahl der Podiumsplatzierungen
- Top 10: Anzahl der Platzierungen unter den ersten zehn
- Punkteränge: Anzahl der Platzierungen innerhalb der Punkteränge
- Starts: Anzahl gelaufener Rennen in der jeweiligen Disziplin
- Hinweis: Bei den Distanzrennen erfolgt die Einordnung gemäß FIS.

| Platzierung         | Distanzrennen a | Distanzrennen a | Distanzrennen a | Distanzrennen a | Distanzrennen a | Skiathlon Verfolgung | Sprint | Etappen- rennen b | Gesamt | Team c | Team c  |
| Platzierung         | ≤ 5 km          | ≤ 10 km         | ≤ 15 km         | ≤ 30 km         | > 30 km         | Skiathlon Verfolgung | Sprint | Etappen- rennen b | Gesamt | Sprint | Staffel |
| ------------------- | --------------- | --------------- | --------------- | --------------- | --------------- | -------------------- | ------ | ----------------- | ------ | ------ | ------- |
| 1. Platz            |                 | 3               |                 | 1               |                 | 1                    |        |                   | 5      |        |         |
| 2. Platz            |                 | 2               | 1               |                 | 1               | 2                    |        |                   | 6      |        |         |
| 3. Platz            |                 | 4               |                 | 1               |                 | 1                    |        | 1                 | 7      |        |         |
| Top 10              | 3               | 38              | 11              | 5               | 2               | 22                   |        | 2                 | 83     |        | 4       |
| Punkteränge         | 24              | 80              | 26              | 12              | 4               | 54                   | 5      | 15                | 220    | 1      | 13      |
| Starts              | 40              | 92              | 30              | 14              | 4               | 57                   | 39     | 17                | 293    | 1      | 13      |
| Stand: Karriereende |                 |                 |                 |                 |                 |                      |        |                   |        |        |         |

### Weltcupwertungen
| Saison    | Gesamt | Gesamt | Distanz | Distanz | Sprint | Sprint |
| Saison    | Punkte | Platz  | Punkte  | Platz   | Punkte | Platz  |
| --------- | ------ | ------ | ------- | ------- | ------ | ------ |
| 1995/96   | 2      | 66.    | -       | -       | -      | -      |
| 1996/97   | 48     | 41.    | -       | -       | -      | -      |
| 1997/98   | 94     | 27.    | -       | -       | 27     | 37.    |
| 1998/99   | 187    | 18.    | -       | -       | 47     | 36.    |
| 1999/2000 | 257    | 17.    | -       | -       | 2      | 64.    |
| 2000/01   | -      | -      | -       | -       | -      | -      |
| 2001/02   | 254    | 19.    | -       | -       | -      | -      |
| 2002/03   | 317    | 13.    | -       | -       | 16     | 55.    |
| 2003/04   | 983    | 3.     | 983     | 1.      | -      | -      |
| 2004/05   | 250    | 19.    | 250     | 12.     | -      | -      |
| 2005/06   | 376    | 14.    | 376     | 8.      | -      | -      |
| 2006/07   | 541    | 7.     | 295     | 9.      | 6      | 71.    |
| 2007/08   | 957    | 6.     | 707     | 2.      | 50     | 38.    |
| 2008/09   | 494    | 15.    | 419     | 10.     | 3      | 85.    |
| 2009/10   | 310    | 24.    | 222     | 16.     | 14     | 69.    |
| 2010/11   | 350    | 19.    | 232     | 16.     | -      | -      |
| 2011/12   | 280    | 30.    | 184     | 21.     | -      | -      |
| 2012/13   | 290    | 28.    | 218     | 22.     | -      | -      |
| 2013/14   | 134    | 45.    | 62      | 36.     | -      | -      |